# Phantasmagoria: A Puzzle of Flesh
Phantasmagoria: A Puzzle of Flesh (рус. Фантасмагория: Загадка плоти, также известна как Phantasmagoria 2 и изданная как Phantasmagoria 2: Obsessions Fatales (рус. Фантасмагория 2: Смертельное влечение) и Phantasmagoria 2: Labor des Grauens (рус. Фантасмагория 2: Лаборатория ужаса) во Франции и Германии, а также как Phantasm 2 ~Ripped Memory~ (яп. ファンタズム2 〜切り裂かれた記憶〜, рус. Фантазм 2 ~Разорванная память~) в Японии) — видеоигра жанра интерактивное кино/психологический хоррор/квест, вышедшая в 1996 году от компании Sierra Entertainment. Технически являясь сиквелом игры Роберты Уильямс Phantasmagoria, A Puzzle of Flesh не имеет никакой связи с одноимённой игрой 1995 года. Скорее всего, Sierra назвала игру Phantasmagoria из-за схожей хоррорной составляющей, однако игра имела совершенно отличающиеся от предыдущей игры стиль и атмосферу. A Puzzle of Flesh, как и предыдущая игра Phantasmagoria, запомнилась в истории видеоигр обильным для 1996 года уровнем насилия и сексуальным контентом, из-за которого игра подверглась цензуре в европейских странах, и была запрещена в Австралии и Сингапуре (позднее была выпущена в Австралии в цензурном виде, в отличие от своего предшественника). Из-за не до конца проработанного сюжета и эпизодических персонажей, а также из-за определённо выраженного акцента в сторону взрослых тем, не оценённый консервативными североамериканскими печатными и сетевыми изданиями, и спада популярности FMV-игр как таковых, игра оказалась не настолько оценена и популярна, как Phantasmagoria.

## Сюжет
Аналогично Phantasmagoria, действие игры происходит в то же время, в которое и вышла A Puzzle of Flesh — 1996 год — а местом действия является город Сиэтл (собственно, игра снималась там же). Главный герой — Кёртис Крэг, 26-летний интроверт, который на первый взгляд выглядит совершенно обычным человеком, работает на обычную фармацевтическую компанию. Тем не менее, игрок вполне быстро узнаёт, что на самом деле всё совсем не так, как кажется на первый взгляд. Кёртису постоянно мерещатся ужасные галлюцинации дома, на работе и в общественных местах, он начинает вспоминать ужасные вещи и получает пугающие письма на свою электронную почту (например, одно из них помечено как отправленное из ада, в котором Кёртису предлагается вакансия убийцы).
За год до событий в игре Кёртис покинул психиатрическую больницу, и, следуя совету одного из своих флешбеков, он начинает посещать психиатра. Выясняется, что причиной его проблем с душевным здоровьем является его детская травма: пытающая Кёртиса мать, которая совершила самоубийство, и отец, который работал над секретным проектом в WynTech (в котором также работает и Кёртис), который умер в автомобильной катастрофе. Кёртис подавил большинство своих детских воспоминаний, и во время прохождения игры он потихоньку вспоминает, почему его ненавидела мать, из-за чего был убит его отец, а также другие тайны Кёртиса и корпорации, на которую он работает.
Однажды Боб, неэтичный и мерзкий коллега, был найден убитым в офисе Кёртиса. Так как Боба ненавидели все его коллеги, включая главного героя, за день до убийства Кёртис в шутку высказал желание убить его. Когда же Кёртис увидел труп Боба, он почувствовал полное безразличие касательно того, что он умер, из-за чего Кёртис начал предполагать, что, возможно, он и убил Боба в одном из своих психических приступов. Произошедшее влияет на отношения коллег в офисе. Несмотря на то, что у Кёртиса были длительные моногамные отношения с коллегой по работе, Джослин, он также начал отношения с более раскованной коллегой, Терезой, которая на первом же свидании пригласила его в садо-мазо-фетиш-клуб. Другой коллега и лучший друг протагониста, Тревор, является нескрывающимся гомосексуалистом. Во время одного из своих визитов к психиатру Кёртис говорит ей, что его привлекает Тревор, тем самым признавая свою бисексуальность.
После того, как умер Том, начальник отдела, в котором работает Кёртис, последний начинает подозревать в убийствах коллег своего босса, Пола Аллена Уорнера (который за день до убийства угрожал Тому в ответ на критику касательно безопасности сотрудников корпорации). После очередного свидания Кёртиса и Терезы, последнюю находят мёртвой в туалете клуба, из-за чего полиция ещё больше начинает подозревать Кёртиса в убийствах. Пока убийства и галлюцинации продолжаются, Кёртис узнаёт, что всё это связано с проектом «Threshold», над которым работали его отец и Уорнер. Проект был связан с тем, что сотрудники WynTech обнаружили в подвале здания корпорации врата в «Измерение X». Начальство WynTech закупило секретное оборудование у государства Соединённых Штатов, и затем WynTech начал испытания Измерения X сначала на животных, а потом и на пациентах местной психиатрической больницы при поддержке доктора Марека, который лечил Кёртиса. Отчаявшись, ради лучших результатов Уорнер сказал отцу Кёртиса принести ещё одного пациента, а в его отсутствие внезапно использовал Кёртиса как подопытный экземпляр без разрешения его отца. Спустя некоторое время Кёртис вернулся из Измерения X. После того, как военные не проявили ни капли внимания к Threshold, проект внезапно закрылся, но когда Уорнер обнаружил, что население Измерения X может синтезировать любой химический элемент из нескольких компонентов и/или живых людей, проект возобновился. Уорнер планировал принести в жертву так много людей, сколько потребуется ради обмена на химикаты для изготовления антидепрессантов и препаратов для потери веса с высоким уровнем аддиктивности, от которых всё население Земли начало бы постоянно покупать продукты WynTech и делать корпорацию самой популярной и могущественной фармацевтической корпорацией на Земле.
После того как Кёртис приблизился к истине, его психиатр и Тревор погибли, а Кёртис, в конце концов, столкнулся лицом к лицу с Уорнером. Неожиданно Уорнер потерял сознание от удара ужасного инопланетного существа, которое представилось как "The Hecatomb", «проявление» «настоящего» Кёртиса Крэга. Молодой Кёртис, который вернулся из врат, на самом деле оказался инопланетным двойником, в то время как настоящий Кёртис остался в заточении в Измерении X, полностью изменённый и мутировавшийся за долгие годы заточения в другом мире. Пострадала также и психика настоящего Кёртиса — он стал абсолютно сумасшедшим. Этот самый настоящий Кёртис, который действовал через физическую оболочку The Hecatomb, и был ответствен за убийства и галлюцинации, которыми он пытался свести своего двойника с ума и убить его от чувства мести. Двойник Кёртиса сбегает от The Hecatomb через портал в Измерение X, милосердно убивает мутировавшего настоящего Кёртиса и возвращается на Землю.
Неожиданно, после возвращения Кёртиса, появляется Джослин и говорит протагонисту, что теперь она знает всю правду (до сих пор неизвестно, каким образом она узнала это, так как в игре это так и не объяснили; однако в интервью Лорелей Шеннон утверждала, что сцена с появлением Джослин, подслушивающей разговор Кёртиса и Уорнера, была удалена из игры). Неожиданно приходит сообщение от жителей Измерения X, просящих Кёртиса вернуться и заменить мёртвого настоящего Кёртиса, так как после его смерти двойник перестал быть нужен для замены Кёртиса на Земле. На этом моменте игроку предоставляется два варианта на выбор: либо Кёртис выбирает уход в Измерение X, перед которым он проводит весь последний день на Земле с Джослин, либо он остаётся жить на Земле. Если игрок выбирает последний вариант, в концовке демонстрируется Кёртис и Джослин в кафе-ресторане. Счастливая Джослин разговаривает о повседневных вещах с печально выглядящим Кёртисом. В последней сцене игрок видит под столом превращение руки Кёртиса в сгусток инопланетного вещества и обратно в человеческую руку.
После титров игрок видит сцену из нескольких секунд, в которой демонстрируется живая голова Уорнера, держащаяся на жгутах из инопланетного вещества, так как, судя по всему, в конце Кёртис отправил Уорнера в Измерение X.

## Геймплей
Игра является по большей части типичным квестом point-n-click: игрок управляет Кёртисом, путешествуя по различным локациям и взаимодействуя с предметами и общаясь с его знакомыми людьми, собирает вещи и решает головоломки. Единственное отличие A Puzzle of Flesh от большинства других квестов — почти все действия сопродождаются кассетным FMV-видео, оцифрованным в формате DUK. Именно просмотр этого видео и составляет большую часть прохождения игры, напоминая просмотр обычного фильма, удлинённого до 4—5 часов и дополненного возможностью кликать по экрану. Впоследствии на основе такого геймплея вышли японский the FEAR и гораздо позднее британский The Bunker.
A Puzzle of Flesh имеет стандартный квестовый интерфейс. Игровые экраны бывают как от третьего, так и от первого лица. Модель Кёртиса на экранах может следить за курсором при его движении, что было инновационным в то время. Курсор меняет свой цвет, если объект на экране может быть использован или с персонажем на экране можно пообщаться (однако в большинстве пасхальных яиц курсор остаётся обычного цвета). Инвентарь находится внизу экрана и представляет собой простой click-and-drag: при клике на предмет курсор меняется на него, а при клике предметом на глаз, его можно рассмотреть получше или совместить с другим предметом.
Из-за большого количества реалистично выглядящего жестокого и сексуального контента, A Puzzle of Flesh, аналогично Phantasmagoria, вышла с системой паролей для родительского контроля, которые убирали весь возрастной контент. Однако в интервью Лорелей Шеннон ясно дала понять, что «игра абсолютно не предназначена для детей моложе 17 лет» и «система паролей была создана для чувствительных взрослых, а не для детей».
В A Puzzle of Flesh также присутствует огромное количество юмористических пасхальных яиц, при нахождении которых игрок получал очки, сумму которых можно было посмотреть на экране с картой. Однако, из-за очень сложных команд для их получения, большинство из них невозможно получить без посторонней помощи. Эти пасхальные яйца варьируются от простых (гэги и сообщения) до мини-игр и спрятанных видеофрагментов.

## Разработка
Для создания сценария и общего концепта игры Sierra наняла Лорелей Шеннон, писателя, также имевшего опыт с играми Sierra King's Quest VII и The Dagger of Amon Ra. Если Phantasmagoria позиционировалась как сверхъестественный хоррор в лучших традициях Сияния и Стивена Кинга, Шеннон сделала сиквел более современным, с сюжетом в городских условиях в стиле психологического хоррора и научной фантастики; в одном из интервью Шеннон сказала, что при создании игры она вдохновлялась творчеством писателей Эдгара Аллана По и Ширли Джексон, а также фильмом Семь. Некоторые обзорщики, а также актёр Пол Морган Стетлер в интервью, опубликованном на Bloody-Disgusting в 2016 году, также заметили сходство игры с фильмом Лестница Иакова. Также некоторыми рецензиатами было замечено сходство с более поздней игрой Fahrenheit.
В отличие от Phantasmagoria, в которой актёры снимались на зелёном фоне, а, впоследствии, отснятый материал переносили на отрисованные художниками фоны, A Puzzle of Flesh была полностью снята в настоящих помещениях, как обычный фильм (хотя, в последних сценах, в инопланетном мире, герои были сняты на синем фоне). Игра снималась в Сиэтле, штате Вашингтон, с февраля по сентябрь, в 1996 году. Всего было заснято на Digital Betacam около 4,5 часов видео, а сценарий составлял свыше 200 страниц (однако в интервью Bloody-Disgusting 2016 года Пол Морган Стетлер утверждал, что изначально было 350 страниц сценария). Весь бюджет A Puzzle of Flesh составил примерно 4 миллиона долларов.
Какое-то время Sierra планировала создать игру Phantasmagoria 3 и руководство даже попросило Роберту Уильямс заняться разработкой этой игры. Однако после коммерческого провала A Puzzle of Flesh и потери интереса к квестам и интерактивному кино у большинства игроков проект так и не вышел в свет. Также одним из возможных факторов остановки создания серии стало правило нового начальства, сформированного в 1997 году, на запрет создания и издательства любой продукции, не предназначенной несовершеннолетним лицам.

## Звук и музыка
Аналогично Phantasmagoria для игры использовались различные наборы звуковых эффектов и музыкальных треков. Но на этот раз, из-за совместимости SCI 3 с новой Windows 95, все звуки и музыка были записаны в намного более качественном формате PCM. В версии DOS звуки есть только в видеофрагментах, а мысли Кёртиса показаны субтитрами, а не озвучены вслух.
Музыка меняется на разных локациях и в разные дни. В первые дни звучит музыка флегматического характера, позднее переходящая в более меланхоличную, поддерживая атмосферу игры аналогично Phantasmagoria.
Композитором всего саундтрека A Puzzle of Flesh являлся Гэри Спинрад (англ. Gary Spinrad). В отличие от саундтрека Марка Зайберта из Phantasmagoria, Гэри Спинрад записал свои работы в жанре электронной музыки стиля техно 80—90-х годов. Особенно многим запомнился саундтрек в финальных титрах — композиция Rage, которую исполнил и спел лично сам Гэри Спинрад, а при сочинении текста песни ему помогала Лорелей Шеннон, сценарист и геймдизайнер игры.

## Разработчики и съёмочная группа
- Геймдизайнер, сценарист — Лорелей Шеннон (англ. Lorelei Shannon)
- Режиссёр — Энди Ойос (англ. Andy Hoyos)
- Оператор — Мэттью Торнтон (англ. Matthew Thornton)
- Монтажёр — Уэс Плэйт (англ. Wes Plate)
- Композитор — Гэри Спинрад (англ. Gary Spinrad)
- Исполнительный продюсер — Кен Уильямс (англ. Ken Williams)

## Актёры и их роли
- Пол Морган Стетлер (англ. Paul Morgan Stetler) — Кёртис Крэг (англ. Curtis Craig) — управляемый игроком персонаж. Родился 7 апреля 1969 года. Живёт в Сиэтле с самого рождения, работает в фармацевтической корпорации WynTech оформителем инструкций к препаратам корпорации (англ. copywriter), имеет длительные отношения с Джослин, коллегой по работе, но не помнит своих родителей и что с ними случилось. Однако, с появлением галлюцинаций, флешбеков и ночных кошмаров, память Кёртиса о своём прошлом начала потихоньку возвращаться, а вместе с ней начали происходить ужасные вещи. Сам же актёр, помимо театральной деятельности, сыграл эпизодическую роль в Плезантвиле, а также ещё несколько ролей в различных американских телесериалах. Изначально на роль Кёртиса Крэга планировался другой актёр, из Лос-Анджелеса, но в последний момент он отказался, и было решено взять на роль протагониста Стетлера. О съёмках последний рассказал в интервью 30 ноября 2016 года, опубликованном на веб-сайте Bloody-Disgusting.[4][5] Стетлер не является игроком, и поэтому оценивал снятый материал со стороны киномана, а не игрока.
- Моника Перент (англ. Monique Parent) — Джослин Роуен (англ. Jocilyn Rowan) — молодая девушка, отвечающая в WynTech за продажу товаров. Родилась 20 марта 1971 года. Имеет длительные отношения с Кёртисом. Актриса имеет большой опыт в фильмах эротического содержания, хотя здесь играла довольно скромного персонажа.
- Рагна Сигрунардоттир (англ. Ragna Sigrunardottir) — Тереза Беннинг (англ. Therese Banning) — молодая девушка крайне лёгкого поведения, отвечающая в WynTech за связи с другими корпорациями и компаниями. Родилась 31 октября 1964 года. С самого начала игры имеет крайне сильное влечение к Кёртису и удачно соблазняет его. Несмотря на такую роль, Сигрунардоттир является семьянинкой: жената ещё до съёмок игры на актёре, играющем отца Кёртиса, и имела от него 4-летнюю дочь к тому времени. В титрах и в базах данных игр указана как Рагна Сигрун, однако Стетлер утверждает, что правильное имя — Рагна Сигрунардоттир.
- Уоррен Бёртон (англ. Warren Burton) — Пол Аллен Уорнер (англ. Paul Allen Warner) — генеральный директор корпорации WynTech, работает в отдельном офисе, в то время как остальные сотрудники отдела — в одном общем, разделённом ячеечными стенками. Самый старший персонаж в игре, его дата рождения засекречена. Представляется игроку как довольно холодный и строгий человек, тем не менее, пытающийся выразить заботу о Кёртисе. Единственный человек в игре, кто знает историю и все тайны корпорации WynTech. Помимо A Puzzle of Flesh, Бёртон сыграл ещё несколько ролей в фильмах XX века.
- Майкл Дэвид Симмс (англ. Michael David Simms) — доктор Терренс Марек (англ. Dr. Terrence Marek) — главный врач местной психиатрической лечебницы. Имел связи с корпорацией WynTech. Обследовал и лечил Кёртиса довольно продолжительное время, после чего отпустил его с рекомендацией посещать психиатра, если появятся какие-то проблемы.
- Регина Бёрд Смит (англ. Regina Byrd Smith) — детектив Алли Пауэлл (англ. Det. Allie Powell) — ведущий детектив дела об убийствах сотрудников корпорации WynTech. Часто допрашивает Кёртиса и, впоследствии, считает его главным подозреваемым в деле, навещая его почти каждое утро после убийств. Серьёзно разозлила Уорнера из-за вмешательства в дела WynTech. После уничтожения улик детектив в ответ разозлилась на Уорнера.
- Пол Митри (англ. Paul Mitri) — Тревор Барнс (англ. Trevor Barnes) — коллега и ровесник Кёртиса, а также его лучший друг. Родился 14 февраля 1969 года. Работает системным администратором отдела. Является нескрывающимся гомосексуалистом. Очень добрый, общительный, жизнерадостный и эмоциональный человек, постоянно общается с Кёртисом, пишет ему сообщения по почте и частенько сидит с ним в местном кафе-ресторане Dreaming Tree. Любит разговаривать о всяких ситуациях из своей жизни, а также рассказывать Кёртису о своих парнях; также любит рассказывать анекдоты и шутить. Единственный персонаж в игре, кто следит за модой и одевается каждый день по-разному, в то время как все остальные герои одеваются в одно и то же. По мере прохождения игры заметно, что оба персонажа начинают влюбляться друг в друга. В отличие от своей роли, Митри является гетеросексуалистом, и даже имел в момент съёмки игры жену и несколько детей. Актёр оказался настолько хорошим, что смог очень реалистично и без стереотипов сыграть роль человека, которым он не может являться по факту.
- Дон Берг (англ. Don Berg) — Боб Арнольд (англ. Bob Arnold) — коллега Кёртиса, работает на той же должности копирайтера. Родился 26 декабря 1960 года. Очень вредный, неэтичный и мерзкий человек, постоянно раздражает всех своих коллег, в особенности, Кёртиса. Ради повышения готов украсть чужую работу, запаролить её и даже попытаться форматировать винчестер Кёртиса, пока никого нет на работе. Роль Боба понравилась Бергу, и он с удовольствием дал интервью фанатам A Puzzle of Flesh в начале 2000-х годов.
- Майкл Тейлор Донован (англ. Michael Taylor Donovan) — Том Равелл (англ. Tom Ravell) — начальник отдела, в котором работает Кёртис. Родился 2 сентября 1958 года. Проявляет заботливость касательно работников отдела и даже устраивает памятную встречу в честь умершего коллеги и отпускает всех по домам из-за плохого самочувствия работников.

Актриса В. Джой Ли, играющая Харриет в первой Phantasmagoria, играла в сиквеле Женщину-Крысу, пациента психиатрической больницы. Сама же Лорелей Шеннон сыграла как минимум две эпизодические роли: психа и посетителя S&M клуба в противогазе, а режиссёр Ойос сыграл роль подопытного пациента психиатрической больницы в одном из флешбеков Кёртиса Крэга. Также почти вся массовка в психиатрической больнице и S&M клубе Borderline являлась съёмочной группой в костюмах.

## Возрастные темы и цензура
Если Phantasmagoria породила споры в обществе касательно насилия и сцены изнасилования, то в A Puzzle of Flesh более заметно была раскрыта половая тема, так как тема сексуальных отношений играет значительную роль в сюжете. Например, в игре присутствуют 4 сцены, содержащие сексуальные отношения, включающие в себя настоящую голую грудь в кадре, сексуальное рабство, садомазохизм, публичный секс и оральный секс (вне кадра). Разнообразные сцены смертей включают в себя реалистичное выглядящее насилие, включающее в себя вырывание органов человеческого тела и кровопускание. Также в A Puzzle of Flesh, аналогично вышедшему в том же 1996 году Ripper, было немалое количество непристойной лексики, включающее в себя, например, двукратное использования слова «fuck», что было довольно редким явлением в игровой индустрии в 1996 году.
Как выяснилось позднее, сценарист Лорелей Шеннон во время создания сценария к игре серьёзно интересовалась темой БДСМ, из-за чего последняя и попала в игру, и утверждала в интервью, что в Сиэтле «эта тема довольно распространена среди местных жителей, поэтому, так как действие игры происходит в Сиэтле, эту тему нельзя было оставить неиспользованной в игре». Шеннон является жителем Сиэтла.
Выделяющимся аспектом раскрытой половой темы в A Puzzle of Flesh была бисексуальность Кёртиса Крэга, что сделало A Puzzle of Flesh одной из очень редких видеоигр, в которых предоставлен игровой персонаж с этой сексуальной ориентацией. Также один из персонажей игры, лучший друг Кёртиса, Тревор, является нескрывающимся геем, и позднее в игре демонстрируется, что Кёртис питает чувства к нему (однако в игре демонстрируются только гетеросексуальные сцены сексуального характера). Некоторые обзорщики оценили A Puzzle of Flesh за демонстрацию самого первого протагониста с бисексуальной ориентацией в игровой индустрии без стереотипов, в отличие от других разработчиков видеоигр того времени.
Из-за большого количества сцен сексуального характера и насилия A Puzzle of Flesh была сильно зацензурена в европейских странах и запрещена к продаже в Сингапуре и Австралии. Тем не менее, впоследствии была издана британская цензурная версия для продажи в Австралии, однако оригинальная Phantasmagoria, несмотря на то, что последняя также вышла в цензурном виде в Европе, так и не вышла в Австралии ни в каком виде.
Также, спустя некоторое время после выхода этой игры, ESRB создала рейтинг Adults Only (18+), но A Puzzle of Flesh была оценена как Mature (17+) из-за отсутствия на тот момент возрастного рейтинга «Только для взрослых». Видимо, из-за этого, впоследствии, название игры было удалено из списка на веб-сайте ESRB.

## Отзывы
| Сводный рейтинг    | Сводный рейтинг |
| Агрегатор          | Оценка          |
| ------------------ | --------------- |
| GameRankings       | 55,88 %         |
| Иноязычные издания |                 |
| Издание            | Оценка          |
| GameSpot           | 3,7/10          |

В основном, A Puzzle of Flesh получила негативные отзывы от известнейших североамериканских обзорщиков игр конца 90-х. Наиболее критичными аспектами в обзорах, как и к первой Phantasmagoria, были непроработанный геймплей, короткое время игры, линейный геймплей и отсутствие интерактивности из-за огромного количества отрывков FMV-видео. Реакция касательно сюжета и качества видеозаписей в игре была смешанной, от равнодушной к положительной.
GameSpot написал грубый обзор, дав A Puzzle of Flesh оценку 3.7 из 10, назвав её клишированной и нелепой, в конце дописав «После того, как начались титры, всё, что я почувствал — сожаление. Сожаление, что я провёл так много времени своей жизни в этом уродливом мире, с раздражающими и непривлекательными персонажами и их глупыми проблемами». Game Revolution назвал игру «предсказуемым, неудовлетворительным беспорядком», поставив оценку C-. Североамериканская игровая журналистика также сильно осудила возрастные темы, сильно раскрытые в игре.
Реакция же обзорщиков остального мира и обычных игроков была более положительной. Большинство игроков так же, как и обзорщики, не оценило геймплей, но оценило сюжет игры. Веб-сайт, оценивающий квестовые и приключенческие игры Adventure Gamers дал A Puzzle of Flesh оценку 2.5 из 5, с указанием на недостатки сюжета и качество видео, но обратил внимание, что прохождение игры будет «чертовски весёлым». Похожий сайт Adventure Classic Gaming назвал сюжет «интригующим и хорошо проработанным», хотя геймплей игры «еле дотягивает до качества посредственной квестовой/приключенческой игры»; оценка 2 из 5. Just Adventure оценил игру, написав, что «она дешёвая, она броская, она плохо сыграна, в ней участвуют плохие актёры, она уродливая и она короткая. Так же, как и Phantasmagoria, она полна веселья» и «Это удовольствие с чувством вины, но всё же то ещё удовольствие, схожее с просмотром хорошего фильма категории B»; оценка B-. Lewis из чешского журнала Level в номере за февраль 1997 года с обзором на хит того времени Diablo поставил A Puzzle of Flesh оценку 5/7 с пометкой dobrá (хорошо).
Также была заметна разница в оценках Windows и DOS версий. Очевидно, DOS-версия была оценена значительно хуже из-за чересстрочной развёртки, ухудшенного звука и некоторых удалённых звуковых дорожек, а также ухудшенного управления. Версия NEC PC-98 аналогична DOS-версии, но была издана только на японском языке.
Также известный в узких кругах обзорщик видеоигр и фильмов The Spoony One в конце 2008 года, в период между Хеллоуином и Новым годом, записал серию юмористических летсплеев на A Puzzle of Flesh, обсмеяв сюжет, диалоги, актёрскую игру, геймплей и саундтрек, сделав в конце пародию на эту игру. Эти летсплеи являются вторыми по популярности видео Spoony после юмористической серии обзора Final Fantasy VIII, а также именно благодаря Spoony, большинство игроков и узнало про эту игру.
Игра никогда не издавалась официально в России и других странах СНГ и никогда не переводилась на русский язык. Также на эту игру не было сделано ни одного популярного обзора на русском языке, за исключением упоминания в одном из выпусков передачи От винта 1997 года. В этом выпуске Борис Репетур и Антон Зайцев упомянули, что эту игру делала писательница ужасов, и в этой игре «воплотились её самые мрачные фантазии».
Kirill Гамес с веб-сайта Нафталиновые Квесты утверждал следующее: «Сразу после выхода игры ведущие игровые ресурсы не ленились катать отрицательные рецензии, называя игру чуть ли не аморальной похабщиной. Но вот парадокс: глядя на обе Phantasmagoria по прошествии стольких лет, вторая выглядит на пару сантиметров выше предшественницы. И тут дело не только в более совершенном техническом исполнении. Вторая часть стала более сложной, уже приходится кое-где и подумать, чувствуешь себя игроком, а не сторонним созерцателем. Но игра даже не окупила себя только потому, что была не в тренде». При оценивании Kirill Гамес оценил графику и звук максимально возможной оценкой, а также высоко оценил логику, но посредственно оценил идею и особенно реализацию, написав следующее: «Всеуничтожающая популярность Full Motion Video квестов началась в 1995 году, их делали все кому не лень, даже те компании, которые квестами доселе никогда не занимались. Все повальное скоротечно. К концу 1996 года рынок был перенасыщен FMV квестами, и поджанр отмер быстрее, чем появился. Поэтому, когда Sierra вывалила на прилавки Phantasmagoria 2, народ за ней места в очереди занимать не стал, да и позже не стал, когда выяснилось содержимое пятидисковой коробки. Вкусы и пристрастия большинства людей как парусник в море: куда дует ветер, туда и плывёт большинство корабликов. Против ветра тоже плыть не рекомендуется. Не доплывешь. Так что, если не хотите плыть со всеми, бросьте якорь и осмотритесь вокруг, может быть, оно и не надо». Тем не менее, все оценки у A Puzzle of Flesh на веб-сайте значительно выше, чем у Phantasmagoria (кроме звука: в обеих играх он оценён максимально возможной оценкой).
В Японии некоторые обзорщики обратили внимание на то, что, учитывая сеттинги, жанры и акцент на взрослые темы, игра бы лучше смотрелась как визуальный роман, нежели интерактивное кино. Однако визуальные романы как таковые стали известны за пределами Японии только после выхода A Puzzle of Flesh, поэтому хотя бы из-за этого игра не могла выйти таковой в принципе.